# Żyrnow (obwód rostowski)
Żyrnow (ros. Жирнов) – osiedle w Rosji, w obwodzie rostowskim, w rejonie tacyńskim. W 2010 liczyło 5609 mieszkańców.